# Dendrosenecio battiscombei
Dendrosenecio battiscombei là một loài thực vật có hoa trong họ Cúc. Loài này được (R.E.Fr. & T.C.E.Fr.) E.B.Knox mô tả khoa học đầu tiên năm 1993.